# Batman: Vigilantes de Gotham
Batman: Vigilantes de Gotham era a antiga publicação da Editora Abril, que de certa forma substituiu o título Liga da Justiça e Batman, logo após a saga Zero Hora.
O título teve 46 edições publicadas mensalmente (do 0 ao 45), tendo sido publicado entre Outubro de 1996 e Agosto de 2000.

## Época do início do título
Nos Estados Unidos, os títulos de Outubro de 1994 tiveram uma edição com numeração especial no lugar da comum (o número 00), em conseqüência dos acontecimentos da saga Zero Hora. Aproveitando-se de tal fato para atrair novos leitores e colecionadores, a Editora Abril modificou a estrutura dos títulos no Brasil, logo após a publicação da minissérie. Títulos como Superman, Batman e Superboy tiveram um reinício na numeração, tendo sido lançadas as edições de número 0 em Outubro de 1996. Outros, tais como Liga da Justiça e Batman, Os Novos Titãs e Superpowers foram cancelados, e os personagens que estavam sendo publicados nesses títulos foram para outras novas publicações, tais como Shazam! e Batman: Vigilantes de Gotham.

## Conteúdo do título
Apesar do nome, esse título também publicava histórias solo do Batman. A primeira edição publicava as edições de número 00 dos títulos do Batman (Batman 0, Batman: Shadow of the Bat 0), além do número 0 do título solo de Azrael. 
Nas edições iniciais, era constante a presença dos títulos Batman, Robin e Azrael.

### Personagens publicados
Diversos personagens apareceram no título, embora os seguinte sejam os que mais apareceram, além de terem tido papel de destaque:
- Batman
- Mulher-Gato
- Robin
- Asa Noturna
- Azrael
- Salteadora
- Daredevil
- Coruja Noturna
- Homem - Gato

### Títulos originais
As seguintes séries eram publicadas no título. As edições  e datas que estão entre parênteses referem-se às edições publicadas no início e no fim do título.
- Batman (#000, Outubro de 1994 - #560, Fevereiro de 1999)
- Batman: Shadow of The Bat (#00, Outubro de 1994 - #85, Maio de 1999)
- Azrael (#1, Fevereiro de 1995 - #49, Fevereiro de 1999)
- Robin (#00. Outubro de 1994 - #64, Maio de 1999)
- Batman: Chronicles (#1, Verão de 1995 - #17, Verão de 1999)
- Catwoman (#20, Abril de 1995  - #68, Maio de 1999)
- Green Lantern (#68, Novembro de 1995 - #69, Dezembro de 1995)
- Detective Comics (#695, Março de 1996 - #)
- Nightwing (#19, Abril de 1998 - #1.000.000, Novembro de 1998)
- Green Arrow (#134, Agosto de 1998)
- Starman (#1.000.000, Novembro de 1998)
- Legends of The DC Universe (#10, Novembro de 1998 - #11, Dezembro de 1998)
- Birds of Prey (#8, Agosto de 1999)
- Batman: Legends of the Dark Knight (#116, Abril de 1999  - #117, Maio de 1999)

Além dos títulos periódicos, foram publicados no título também algumas minis-éries e edições especiais:
- Nightwing: Alfred's Return (Edição única, Julho de 1995)
- Batman/Wildcat (#1, Abril de 1997 - #3, Junho de 1997)
- Batman - 80 Page Giant (#1, Agosto de 1998)
- Batman Secret Files (#1, 1997)
- Batman - Huntress/Spoiler: Blunt Trauma (Edição especial, Maio de 1998)
- Batman: Batgirl (Edição especial, lançado em 1998)
- Batman: No Man's Land (Mini Série, Março de 1999)

### Sagas de destaque
Logo após as histórias de número 0, onde eram relembradas as origens dos personagens, surgiram diversas mudanças nos aspectos de Batman, e dos outros vigilantes ao seu redor.

#### Filho Pródigo
Escrita por Chuck Dixon e iniciada em Batman: Vigilantes de Gotham # 01 (Novembro de 1996), a saga mostra o Batman abandonando o manto de homem-morcego temporariamente, cedendo-o para Dick Grayson, o Asa Noturna. Dick Grayson (agora como Batman) e Tim Drake (o Robin na época) combateram o crime durante algum período, sem maiores dificuldades. O problema foi quando Harvey Dent, o Duas-Caras resolveu por abaixo todo o sistema penitenciário e judiciário de Gotham.
Durante a saga, é explicado que, há alguns anos, Dick, que era o Robin na época, sofreu nas mãos do Duas-Caras. Tal momento é explicado em detalhes no futuro, na minissérie Robin Ano Um. Em Batman # 03 (Janeiro de 1997) a saga chega ao fim, com o retorno de Wayne. Na última história dessa edição (Robin # 13, de Janeiro de 1995), ocorre uma bem elaborada discussão entre Dick Grayson e Bruce Wayne.

#### Uniforme negro
A partir de Batman: Vigilantes de Gotham # 04 (Fevereiro de 1997), Batman reassume o manto de homem-morcego, com um uniforme escuro, para reafirmar o lado assustador. Ele está mais controlado durante o combate ao crime, e também se empenha em tentar equilibrar as atividades noturnas com as diurnas, fazendo com que Bruce Wayne apareça mais vezes durante o dia. A equipe de roteiristas e desenho também muda no título original Batman: Doug Moench e Kelley Jones (cujo traço combina muito bem com o novo visual do personagem).
Logo no início desse período, acontece um pequeno arco, chamado de Troika, no qual ex-agentes da URSS atacam em Gotham (entre eles, está o KGBesta, vilão que há muito tempo não era visto). O arco iniciou-se em Batman: Vigilantes de Gotham # 04 e terminou no mesmo mês, em Batman # 04.

#### Período pré-Contágio
De Batman: Vigilantes de Gotham # 04 a Batman # 16 (Fevereiro de 1998) Não ocorreram sagas ou arcos extensos, embora alguns eventos devem ser lembrados:
- James Gordon se ausentou do cargo de comissário (em Batman # 07), e concorreu nas eleições para prefeito de Gotham. Sua esposa, Sarah Essen Gordon ficou no lugar dele, na polícia de Gotham
- Ocorreu um arco chamado “Guerra de Dragões” (publicado em Junho de 1997, em Batman # 08), onde os bandidos do bairro oriental de Gotham entram em conflito (Lince versus Cobra versus General Tsu,  que contratou os serviços do Macaco de Prata). E, do outro lado, Batman, Robin, Caçadora e Asa Noturna davam um fim ao confronto.
- A partir de Batman: Vigilantes de Gotham # 09 (Julho de 1997), todos as publicações mensais da abril mudam de formato, ficando com altura maior e base do mesmo tamanho que a anterior. O preço (R$ 2,30) e as páginas (84), entretanto, não sofreram alteração.
- Em Batman: Vigilantes de Gotham # 10 (Agosto de 1997), Alfred Penniworth retorna (ele havia se ausentado durante a saga A Queda do Morcego) à Gotham, e retoma as suas atividades de mordomo na Mansão Wayne.
- De Batman: Vigilantes de Gotham # 13 (Novembro de 1997) a Batman: Vigilantes de Gotham # 14 (Dezembro de 1997), o título teve histórias interligadas com a saga A Vingança do Submundo.
- Bane retorna em Batman # 14 (Dezembro de 1997), aparentando ter mudado desde a sua última aparição, ocorrida na saga A Queda do Morcego.

#### Saga Contágio
O vírus ebola (que mata 90% dos infectados, e não tem cura) é disseminado em Gotham. Essa é a premissa da Saga Contágio, um arco de quatro partes que se iniciou em Batman: Vigilantes de Gotham # 17 (Março de 1998) a Batman # 18 (Abril de 1998). Durante a saga, Tim Drake é infectado, e quase morre antes que Azrael, Oráculo e Batman pudessem encontrar uma cura, com base em antigos arquivos da Ordem de São Dumas.

#### Saga o Legado do Demônio
Essa saga se inicia em Batman: Vigilantes de Gotham # 21 (Agosto de 1998), e acaba em Batman # 22 (Setembro de 1998). Ela é basicamente uma continuação de Contágio, onde Ra’s Al Ghul tenta disseminar um vírus em três locais do mundo: Paris, Edimburgo, Calcutá e Gotham. Durante a saga, descobre-se que Bane é o novo aliado de Ra’s, e candidato a esposo de sua filha, Tália. Bane é derrotado por Batman em Gotham. E Ra’s não consegue concretizar os seus planos, por conta dos esforços de Batman, Robin, Asa Noturna, Caçadora e Oráculo. Lady Shiva também faz uma participação especial durante a estada do homem-morcego em Calcutá.

#### Período pré-terremoto
Alguns acontecimentos que ocorreram antes dessa saga:
- A Mulher-Gato teve o seu segundo ano contado em Batman: Vigilante de Gotham # 26 (Janeiro de 1999)
- O vilão Engrenagem faz a sua estreia em Batman: Vigilante de Gotham # 29 (Abril de 1999). É também a partir dessa edição que os títulos mensais da Editora Abril passam a ter 100 páginas, tendo aumentado o preço por conta disso (de R$ 2,30 passou para R$ 2,50).
- Bane retorna em Batman # 31 (Junho de 1999), e enfrenta Azrael.
- Em Batman # 32 (Julho de 1999), o primeiro dia de atuação de Dick Grayson como Robin é contado.

#### Gotham sofre um terremoto
Já em Batman # 32, a sismóloga Jolene Relazzo nota alguns problemas com as placas tectônicas que passam pela cidade de Gotham. Ela tenta entrar em contato com Bruce Wayne, mas não consegue avisa-lo, já que ele estava patrulhando a cidade sob a identidade de Batman.
Em Batman: Vigilante de Gotham # 33 (Agosto de 1999), um terremoto de 7.6 na escala Richter atinge a cidade de Gotham, às 19h0203. A cidade é profundamente atingida, os internos da Blackgate fogem, e surge alguém chamado Tremor, que rapta a sismóloga. Posteriormente descobre-se que Tremor era apenas um boneco do Ventríloquo, que estava tentando se aproveitar da situação. A saga de cinco partes termina em Batman: Vigilante de Gotham # 33 (Outubro de 1999), mas as conseqüências seguem por algum tempo ainda.

#### Gotham pré-Terra de Ninguém
Durante algum tempo, Gotham ficou em ruínas, e houve alguns acontecimentos antes da próxima saga, listados a seguir:
- De Agosto a Setembro de 1999, a Editora fez uma promoção em todas as revistas mensais da época. Chamada de “Missão Possível”, a promoção dava diversos prêmios (viagens e videogames) para quem enviasse os selos coloridos que apareciam na contra-capa das revistas.
- De Outubro a Novembro de 1999, houve a distribuição de pequenas cartas (quatro em cada edição, sendo metade de personagens e metade contendo apenas uma indicação de atributo) que continham em cada uma a foto, informações sobre o personagens, e os números dos atributos (Força, Inteligência, Velocidade, Tecnologia, Liderança e Agilidade). Chamado de “Arquivos Secretos“, tal distribuição envolvia diversos títulos mensais da DC, Marvel e Image, tendo um total de 72 cartas.
- Em Batman: Vigilantes de Gotham # 36 e Batman # 36 (ambas de Novembro de 1999), ocorreu o pequeno arco chamado “A Vingança da Irmandade”, onde a Irmandade do Macaco ataca em Gotham.
- Em Batman # 37, Balístico retorna a Gotham, encontrando um homem-morcego diferente desde a sua última visita (ocorrida durante a saga A Queda do Morcego).
- Durante o mês de Março de 2000, todos os títulos mensais da DC estavam acompanhando a saga DC Um Milhão, onde os heróis da Liga da Justiça vão para um futuro distante. Batman: Vigilantes de Gotham # 39 mostra os personagens que ficaram em Gotham e Batman # 39.mostra Bruce Wayne em Plutão, no século 853.
- Batman: Vigilantes de Gotham # 40 (Abril de 2000), é uma edição dedicada aos dias de Bárbara Gordon como Batgirl, além de mostrar uma história recente dela como Oráculo, juntamente com Dick Grayson.
- Nick Scratch faz sua estreia em Batman: Vigilantes de Gotham # 41 (Maio de 2000), sendo um grande defensor de que Gotham City deixe de pertencer aos Estados Unidos da América.
- Não conseguindo mais manter a situação, o dono do Asilo Arkham solta os seus internos na cidade, já sabendo de antemão que a cidade será isolada de todo o mundo.
- A situação piora até Batman # 42 (Junho de 2000), onde todas as pontes que dão acesso para a parte continental de Gotham são demolidas. Engrenagem retorna nessa edição, brevemente.

#### Gotham: Terra de Ninguém
A saga começa oficialmente em Batman: Vigilantes de Gotham # 40 (Julho de 2000), com uma faixa bicolorida na parte esquerda da capa. Gotham estava isolada, e boa parte dos internos do asilo Arkham ficaram nela, juntamente com a Caçadora, Oráculo, James Gordon, Sarah Essen Gordon, Alfred Pennyworth, Batman e uma nova Batgirl. Robin, Asa Noturna, Azrael e todos os demais vigilantes saíram da cidade, a pedido do Homem-morcego.
A cidade se divide em territórios, que são controlados por determinada pessoa (pelos ex-policiais de Gotham, por vilões, ou por vigilantes). Há um constante conflito entre as regiões vizinhas, e os territórios mudam de dono gradativamente com o passar das edições.

## Fim do título
Em Julho de 2000, as últimas edições de Batman: Vigilantes de Gotham e Batman são lançadas, ambas no número 45. No mês anterior, houve um aumento no preço da edições (de R$ 2,50 para R$ 3,50), e, de Agosto em diante, a Editora Abril iniciou a publicação da linha Super-heróis Premium, com edições mensais em formato americano, 160 páginas por edição e com preço de R$ 9,90. Tanto a linha Marvel quanto a DC seguiram nesse formato durante muitos meses, encerrando, assim, a publicação dos títulos em formatinho no Brasil, por certo tempo.